# Morphogène
Un morphogène est une molécule (protéine ou lipide) qui spécifie différents types cellulaires ou différentes régions d'un organisme selon sa concentration. Les morphogènes jouent un rôle essentiel au cours du développement embryonnaire pour donner une information de position aux cellules et former des axes de polarité.
Exemple d'un morphogène chez la drosophile : la protéine BCD codé par le gène bicoïd est un facteur de transcription qui active l'expression du gène hunchback dans la région antérieure de l'embryon de drosophile. La protéine BCD n'est présente que dans la future partie antérieure de l'embryon car son ARN messager a été concentré puis traduit dans cette région. Elle forme un gradient (de moins en moins concentrée quand on va vers la région postérieure). 
Le gène nanos inhibe la traduction de l'ARNm hunchback dans la partie postérieure de l'embryon. Il n'y a donc pas de protéine hunchback en région postérieure.
Il en résulte un fort gradient de concentration entre les régions antérieure et postérieure de l'embryon de drosophile grâce à ces morphogènes. 
Un surplus de bicoïd en région antérieure fait que la larve de la drosophile aura une tête surdimensionnée. L'absence de bicoïd en région antérieure induira une larve avec deux parties postérieures.
Un autre exemple de morphogène chez les vertebrés :  sonic hedgehog (shh) qui joue un rôle important dans la régionalisation ventro dorsale de la moelle épinière, en effet shh est produit par les cellules les plus ventrales qui constituent la plaque du plancher (ou "floor plate") ; une fois synthétisé il diffuse dorsalement et forme ainsi un gradient de concentration ventro-dorsal décroissant et active ses gènes cibles de façon dose dépendante. De cette façon les cellules expriment différents gènes en fonction de leur position dans l'axe ventro-dorsale en réponse à sonic hedgehog : les cellules les plus ventrales vont exprimer les gènes qui répondent aux fortes doses de shh et les cellules dorsales expriment les gènes qui répondent aux faibles doses du morphogène. C'est ainsi que les gènes permettant le développement des motoneurones se forment sous l'influence d'une forte concentration de sonic hedgehog dans la région ventrale. Un gradient inverse (dorsal-ventral décroissant) de BMP et de Wnt a un effet inverse : stimulation des destinées dorsales des neurones et inhibition des destinées ventrales. 